# Муковня
Муковня — деревня в Тарусском районе Калужской области России. Входит в состав сельского поселения «Село Петрищево».

## География
Деревня находится в северо-восточной части Калужской области, в зоне хвойно-широколиственных лесов, в пределах северной части Среднерусской возвышенности, на берегу одного из правых притоков реки Дрящи, к западу от автодороги 29К-027, на расстоянии примерно 14 километров (по прямой) к юго-западу от города Тарусы, административного центра района. Абсолютная высота — 210 метров над уровнем моря.

### Климат
Климат характеризуется как умеренно континентальный, с тёплым летом и умеренно холодной снежной зимой. Абсолютный минимум температуры воздуха составляет −46 °C; абсолютный максимум — 38 °C. Среднегодовое количество атмосферных осадков составляет 654 мм, из которых 441 мм выпадает в период с апреля по октябрь. Снежный покров держится в течение 139 дней.

### Часовой пояс
Деревня Муковня, как и вся Калужская область, находится в часовой зоне МСК (московское время). Смещение применяемого времени относительно UTC составляет +3:00.

## Население
| 2002 | 2010 |
| ---- | ---- |
| 2    | ↗39  |

### Половой состав
По данным Всероссийской переписи населения 2010 года в гендерной структуре населения мужчины составляли 51,3 %, женщины — соответственно 48,7 %.

### Национальный состав
Согласно результатам переписи 2002 года, в национальной структуре населения русские составляли 100 %.